# Irene Partl
Irene Partl (* 1. September 1958 in Hall in Tirol, Tirol) ist eine österreichische Politikerin (FPÖ). Seit dem 24. Oktober 2024 ist sie Mitglied des Bundesrates.

## Leben
Irene Partl war von 1974 bis 1985 Servicemitarbeiterin im Gastgewerbe und ist seit 1985 von Beruf Gastwirtin. Sie ist verheiratet und hat Kinder.

### Ausbildung und Beruf
Im Jahr 1976 schloss sie mit der Matura am Musisch pädagogisches Bundesrealgymnasium Innsbruck ihre schulische Ausbildung ab. Die Gastgewerbekonzession erhielt sie 1973 beim Wirtschaftsförderungsinstitut Tirol.

### Politik
Ihre politische Tätigkeit begann sie 2016 als Mitglied des Gemeinderates der Stadtgemeinde Hall in Tirol im Jahr 2016. Diese Position behielt sie bis 2024. Seit 2021 ist sie auch Mitglied des Tiroler Landesvorstandes des Seniorenrings und Mitglied des Landesvorstandes des Ringes Freiheitlicher Wirtschaftstreibender Tirol. Im Jahr 2022 wurde sie Mitglied des Landesparteipräsidiums der FPÖ Tirol. Als Christoph Steiner 2024 Nationalratsmitglied wurde, folgte sie ihm im Bundesrat nach.